# Orson Hodge
Dr Orson „nitek” Hodge – postać fikcyjna, bohater serialu Gotowe na wszystko. Grał go Kyle MacLachlan.

## Charakterystyka
Orson jest po prostu najbardziej ciepłym, wspaniałym, wielkodusznym mężczyzną.

Była jedna rzecz, na której Orson Hodge znał się jak nikt inny... Zęby. Dlatego właśnie ludzie zaczepiali go na imprezach w ogrodzie... przyjęciach koktajlowych... a czasami nawet w toalecie. Tak, jeśli chodzi o zęby, wszyscy oczekiwali, że doktor Hodge będzie znał wszystkie odpowiedzi. Niestety dla Orsona, nie zawsze chodziło o to samo. (...)

To ten pajac, który zajął moje miejsce, Orson. Od samego początku gość mnie przerażał. Wyglądał mi na takiego, który wie gdzie są schowane trupy, bo sam je pochował. Bree uważa go za sir Galahada, dzieci go lubią a moi przyjaciele są teraz jego przyjaciółmi. (...) Orson Hodge to nie jest człowiek, którego bym wybrał na głowę mojej rodziny, ale jedno muszę przyznać: potrafi się uśmiechać równie fałszywie jak my.

Każdy, kto poznał Orsona Hodge, wiedział, że wierzył on w bycie uprzejmym. Każdego dnia witał swoich sąsiadów pogodnym „Dzień dobry”. Otwierał drzwi młodym kobietom z dostojnym „Pani pozwoli”. Jeśli wpadł na nieznajomego na ulicy, radośnie mówił „Przepraszam”. A jeśli któryś z jego przyjaciół przechodził ciężkie chwile, Orson jako pierwszy mówił „Potrzebujesz pomocy?”, nieważne, czy ten przyjaciel chciał jego pomocy, czy nie. (...) Tak, każdy kto poznał Orsona Hodge wiedział, że wierzył on w bycie uprzejmym. Ale nie wiedział, że wierzył on też w karanie tych, którzy nie byli uprzejmi.

Orson Hodge zawsze wiedział jedną rzecz. Bree Van de Kamp była dla niego idealną kobietą. Kiedy był chory, opiekowała się nim dopóki nie wyzdrowiał. Kiedy został aresztowany, obiecała czekać na niego. A kiedy doznał poważnego urazu, robiła wszystko, czego on nie mógł. Więc teraz, kiedy Bree cierpiała, Orson zamierzał się nią zaopiekować. Tak, Orson Hodge wiedział, że Bree jest dla niego idealna. A teraz kiedy ją odzyskał, nie miał zamiaru jej wypuszczać.

(...) są również tacy, którym nie można już pomóc. I z tego powodu zostawiają po sobie jedynie zgliszcza.

## Przeszłość
Orson urodził się 28 czerwca 1964 roku. W wieku pięciu lat został obrzezany. Orson miał 16 lat (1980 rok), kiedy znalazł martwego ojca z podciętymi żyłami w wypełnionej wodą wannie. Dlatego też znalazł się na rok w szpitalu psychiatrycznym „Elm Ridge” w roku 1976.
Następnie odebrał wykształcenie medyczne na uniwersytecie Minnesoty i praktykował na więźniach w stanie Wirginia. Mogąc pracować w trzech stanach, ukończył je i został dentystą. Z inicjatywy swojej matki, Glorii, ożenił się z ciężarną Almą. Gloria i Alma myślały, że miłość Orsona przyjdzie z czasem. Jednakże nic takiego nie nastąpiło. Krótko po ich ślubie Alma, będąca w zaawansowanej ciąży, poroniła.
Orson tkwił w tym małżeństwie ze względu na matkę, do czasu gdy spotkał Monique Polier. Alma odkryła romans po plamie od szminki na koszuli męża. Wzięła tylko gotówkę, po czym zniknęła ze świadomością, że Orson chce kontynuować tę relację. Odwiedziła go Carolyn Bigsby a papużka powtórzyła słowa Almy „Orson, nie!” przy niej. Orson wyprosił podejrzliwą Carolyn i pozwolił wyfrunąć pupilowi Almy z klatki.
Krótko potem Gloria zabiła Monique, tuz przed tym, gdy Orson przyszedł do niej z wiadomością, że mogą być razem. Mike Delfino miał naprawić u Monique rury od umywalki. Został opłacony przez Orsona i wyszedł z jej mieszkania, nie zauważywszy leżącego ciała klientki za kuchenną wyspą i Glorii ukrywającej się w schowku. Orson pomógł matce ukryć zwłoki swej kochanki, ale gdy Gloria wyrywała zęby denatce, wepchnął matkę do wykopanego dołu, przez co złamała biodro Gloria trafiła do domu opieki.

## Historia

### Sezon 2
Susan poznała Orsona w kinie. Udawała przed Mikiem Delfino, że to jej chłopak. Gdy seans się zaczął, doszła do niego jego dziewczyna, Becky (Andrea Leithe). Orson pojechał do Susan, bo zostawiła w kinie torebkę. Po krótkiej chwili wpuściła go do domu i opowiedziała mu swą całą krępującą historię, włącznie z wydarzeniami dotyczącymi Edie Britt, Karla i Mike’a.
Orson pomógł też posprzątać dom Susan, który został spalony (przez Edie) jakiś czas później. Po tym jak Mike i Karl się pobili, hydraulik miał naruszony ząb i Susan poleciła mu Orsona. Mike miał wrażenie, że poznał już Orsona, ale on wszystkiemu zaprzeczył.
Wkrótce dentysta (w porozumieniu z matką) potrącił Mike’a, który zapadł w śpiączkę. W międzyczasie odwiedził też swoją znajomą w szpitalu psychiatrycznym, gdzie spotkał też Bree Van De Kamp. Wdowa po Rexie tak mu zaimponowała swoją ucieczką z placówki, że złożył jej wizytę z kwiatami na Wisteria Lane a kobieta zaprosiła go do środka.

### Sezon 3
Bree z Orsonem udali się na pierwszą randkę i pocałowali się w strugach deszczu. Po sześciu miesiącach związku dentysta oświadczył się jej, a ona się zgodziła.
Po weselu, gdy młoda para miała pojechać w podróż poślubną, Bree zobaczyła w lokalnej telewizji reportaż na temat jej syna, Andrew. Odnalazła go, ale on nie chciał jej widzieć. Dopiero dzięki swemu ojczymowi wrócił do domu. Orson wyjawił też Bree, że pasierb trudnił się prostytucją na ulicach ich miasta.
Tajemnica
Zanim doszło do ślubu, na przyjęcie zaręczynowe przyszła była sąsiadka Orsona Carolyn Bigsby, która oskarżyła go o zamordowanie pierwszej żony, Almy. Bree ją wyprosiła i zdecydowała się wyjść za Orsona. Pod koniec wesela, musieli zidentyfikować ciało kobiety, jak podejrzewano – Almy. Carolyn, którą też poproszono o identyfikację, potwierdziła, że to nie była ona. Tylko Orson wiedział, że jest to jego martwa kochanka, bo gdy wszyscy wyszli, pożegnał się mówiąc po francusku „tęsknię, Monique”.
Gdy sam dowiedział się o tym, że Polier była kochanką przyjaciela, Harveya, przekazała to Bree, co uruchomiło łańcuch zdarzeń, zakończony strzelaniną w lokalnym supermarkecie z ręki Carolyn.
Bree rozstała się nawet na krótko z Orsonem dzięki swej teściowej, sprowadzonej do ich domu przez nową synową kobiety. Ostatecznie małżeństwo przetrwało zawieruchę, co z kolei sprowadziło samą Almę do Fairview. Zamieszkała w domu pod numerem 4351, na Wisteria Lane z Glorią i nawet zgwałciła byłego męża by zajść z nim w ciążę. Orson wyznał większą część prawdy o swej przeszłości Bree a Alma przez przypadek zabiła się z powodu Glorii. Sprawa zakończyła się uznaniem przez policję zmarłej Almy za zabójczynię Monique a Gloria, której plany zabójstwa Bree pokrzyżował syn, doznała trwałego paraliżu ciała i mowy, przy pełnej sprawności mózgu. To bardzo ucieszyło Orsona, bo w ten sposób jego matka znalazła się w więzieniu własnego ciała a ich sekrety pozostały bezpieczne.
Wątek Mike’a
W całą sprawę z zabójstwem Monique został zamieszany Mike Delfino. Monique miała wypisany numer do niego na przedramieniu.
Gdy hydraulik zaczął sobie przypominać Orsona został potrącony. Wybudził się ze śpiączki w szpitalu, 6 miesięcy później, ale nie pamiętał ostatnich dwóch lat. Pomimo to detektyw Ridley oskarżył go o zamordowanie Monique. Został aresztowany, gdy próbował ukryć swój klucz hydrauliczny, na których była krew Monique.
Wypuszczono go za kaucją jednego miliona dolarów, wpłaconą przez Zacha Younga. Mike zaczął chodzić na terapię do dr Maggie Berman (Miriam Flynn) i przypomniał sobie to co najważniejsze, czyli całą noc w domu Monique. W tym czasie Orson odwiedził Bree w szpitalu. Mike przyjechał i pobił się z Orsonem na dachu szpitala. Orson wypadł za barierkę i zanim spadł na beton zahaczył swym ciałem o mocną gałąź drzewa. Mike wkrótce potem został oczyszczony z zarzutów dzięki dowodom znalezionym w domu zmarłej Almy. Orson i Mike zawarli rozejm. Dentysta miał nie zgłaszać policji swojego zepchnięcia z dachu a hydraulik pobytu Orsona u Monique.
Po Glorii i Almie
Bree pojechała do rodziców, a potem udała się na zaległy miesiąc miodowy. Zanim Orson do niej dołączył, dowiedział się, że jego pasierbica zaszła w ciążę z Austinem McCannem.
Razem z Bree zdecydowali, że Danielle pojedzie z nimi. Orson zmusił samego Austina do wyjazdu z Wisteria Lane. Rok po wypadku Mike’a, Orson wraz z Bree wrócili na Wisteria Lane na ślub Gabi z Victorem. Danielle została zesłana do klasztoru w Fairview, a Bree miała adoptować dziecko córki, dlatego udawała ciężarną pośród sąsiadów.

### Sezon 4
Mija miesiąc od ostatnich wydarzeń 3 serii.
Orson miał dość ukrywania fałszywej ciąży. Bree wyjaśniła mu jednak, że to dziecko jest jej jedyną szansą na wymazanie błędów wychowawczych z lat poprzednich. Ich wspólny plan natrafiał na potknięcia i trudności. Ciągłe nakładanie sztucznego brzucha, natrętne zachowania starszych osób, widelec od grilla wbity w brzuch czy upadek Danielle, który na szczęście nie zakończył ciąży dawały im w kość i szarpały nerwy.
W końcu Phyllis Van De Kamp dowiedziała się przypadkiem całym przekręcie z wnuczką i zabrała Danielle do siebie. Bree przekonała jednak córkę kabrioletem i tym zdołała ją odzyskać. W Halloween Danielle, dzięki pomocy doktora Adama Mayfaira, urodziła zdrowego chłopca. Oddała go matce na wychowanie a sama wyjechała z Wisteria Lane.
Orson i Bree nazwali wnuka Benjamin Tyson Hodge, po czym przedstawili sąsiadom jako swojego syna. Bree następnie obrzezała Benjamina za plecami męża. Orson się temu sprzeciwiał, ze względu na własne złe doświadczenia. Był oburzony, ale w końcu wybaczył Bree.
Niedługo potem Andrew wyprowadził się do własnego mieszkania.
W trakcie tornada, dom Bree i Orsona został częściowo zniszczony. Przeprowadzili się chwilowo do domu Susan, do pokoju Julie Mayer. Orson wkrótce zaczął lunatykować. Powiedział Julie we śnie, że przeprasza za to, że przejechał jej ojczyma. Dziewczyna przekazała to Mike’owi a Orson potwierdził mu z płaczem całą wersję. Mike wyznał to Susan a ta wbiegła wściekła do Bree, która wróciła do swojego domu. Susan po rozmowie z Mikiem, który zdecydował się wybaczyć sąsiadowi, przyszła do Bree i powiedziała jej, że wybaczy Orsonowi. Widziała jednak jak za jej plecami, Orson zabrał swoje rzeczy z domu i wyprowadził się, ponieważ Bree go wyrzuciła.
Próbował odzyskać miłość i zaufanie swej żony, ale ta postawiła mu twardy warunek. Musiał by się zgłosić na policję. Nie zgodził się na to. Edie Britt zgodziła się go przyjąć do domu na przenocowanie, ale to doprowadziło do wybuchu konfliktu między Bree a nią oraz odkrycia sekretu Bree przez Edie dzięki Orsonowi, dotyczącego Benjamina. Edie została zmuszona do opuszczenia Wisteria Lane a sam Orson mimo swej pozycji, pomagał żonie. Ochronił ją przed publicznym upokorzeniem, ze strony pastora Greena (Bill Smitrovich) oraz gdy Bree wiozła lodową rzeźbę cherubinka na ślub Boba i Lee.
Pięcioletni przeskok
Rok po ślubie homoseksualnych sąsiadów, Bree zaprosiła ich do siebie. Wraz z Andrew oraz Katherine pożegnali w żartach i przy szampanie swojego sąsiada Orsona, który nazajutrz miał być zabrany przez policję, na trzy lata do więzienia. Po tym jak się sam dobrowolnie do nich zgłosił. W takiej atmosferze poprosił Bree o kolejny kieliszek szampana. Ta, za jego plecami, przerwała abstynencję od alkoholu. Nazajutrz funkcjonariusze wyprowadzili Orsona na oczach Benjamina.
Podczas gdy on odsiadywał wyrok, poznał dwoje więźniów, Petera Hickey i Lamara Benjamina. W tym czasie jego pasierbica Danielle wyszła za mąż za Leo Katza i odebrała Bree dwuletniego Benjamina. Żona Orsona przestała się więc ograniczać z ilością spożywanego alkoholu. Pomocną dłoń wyciągnęła do niej dopiero Katherine. Bree złożyła swoją pierwszą wizytę w więzieniu, dopiero gdy spotkała Edie Britt. Wygnana agentka nieruchomości sama odwiedzała go co tydzień. Bree nie wspomniała Orsonowi o swym problemie. Natomiast przeprosiła go za to, że zmusiła męża do udania się do tego „strasznego miejsca” i ma prawo jej nienawidzić. Orson nie był zły, bo odpowiedział tylko, by czekała na niego jak wyjdzie z więzienia.

### Sezon 5
Orson wyszedł na wolność a Edie Britt wróciła na uliczkę rok później, po 5 latach. Orson stracił licencję lekarza-stomatologa co było częścią konsekwencji wyroku. Sukces żony odbił się za to małżeństwie Hodge, ponieważ Bree postawiła za swój priorytet firmę, a nie męża. Orson czuł się przez to ignorowany i niedoceniony. Był on też zły, że żona użyła nazwiska Rexa by zatytułować swoją książkę kucharską. Podczas promocji książki w radiu, Bree nawet nie wspomniała o jego istnieniu. Dlatego też, gdy przyszła z przyjęcia, które organizowała, kazał jej zrobić obiecany obiad, mimo że była mocno zmęczona.
Kryminalna przeszłość Orsona spowodowała, że nie mógł znaleźć pracy, bez uciekania się do kłamstwa o niekaralnej przeszłości. Poprosił żonę o zatrudnienie, co sprowokowało niemały konflikt z Katherine. Orson przeniósł się nawet do dawnego pokoju Danielle, który po latach stał się sypialnią dla gości. Bree w końcu złagodziła swe stanowisko i dała mężowi pracę po tym, jak sam doszedł do porozumienia z Katherine.
Następnie Orson dołączył do zespołu „Błękitna Odyseja”, które członkami był Dave Williams, Tom Scavo, Carlos Solis i Mike Delfino. Grał w nim na keyboardzie do czasu gdy pożar strawił klub „biały koń”, w którym to Orson złamał sobie nos. Tak małżeństwo Hodge poznało doktora Aleksandra Cominisa. Orson oponował przed operacją, ale po tym jak przez swoje zaniedbanie doprowadził do tego, że Bree przyszła otumaniona mieszaniną środków nasennych i kawy na ważne spotkanie w supermarkecie, musiał się jej poddać. Bree chciała podziękować Alexowi, ale zauważyła jego wspólne zdjęcie z Andrew. Dlatego też zaprosiła go do swojego życia.
Po krótkim problemie wynikającym z wizyty matki Alexa, Meliny Cominis, Orson dowiedział się od Alexa, że Andrew więcej zarabia w firmie Bree. Sprytnym sposobem, potwierdził tę informacje, włamując się do konta firmowego, gdzie były wyciągi wypłat personelu. Poczuł się przez to mniej wartościowy, dlatego też wpadł w kleptomanię. Zabrał drogie pióra pasierba, solniczkę Toma Scavo, który wyprzedawał przedmioty ze swej pizzerii czy dyktafon Bruce’a. Każdy kolejny „napad” występował tuż po tym, gdy Orsona ktoś zdenerwował, tak jak Bree, której ukradł kolczyk.
Wkrótce Susan i Gabi zaczęły mówić Bree o tym, że pewne przedmioty im zginęły. Bree znalazła w domu mnóstwo rzeczy i wymusiła na mężu terapię oraz zakaz wchodzenia do domów sąsiadów. Sama odłożyła je i znowu przyłapała Orsona jak ukradł kubek od Boba i Lee. Na terapii Orson przyznał się doktorowi Bernsteinowi (Ken Lerner), że robi to bo cieszy go, że tej czynności Bree nie kontroluje. W końcu Orson uświadomił żonie, że zrobił to przez firmę, którą stawiała przed nim. Namówił ją nawet na jej sprzedanie, ale dzięki Andrew, nie zrobiła tego.
Orson był tak wściekły, zwłaszcza po tym jak Bree odrzekła mu, żeby kradł wszystko oprócz jej firmy, że włamał się do Rose Kemper. Staruszka przepędziła go jednak uderzeniem kijem baseball’owym w głowę. Mężczyzna wybiegł na ulicę, gdzie niemalże potrąciła go samochodem Edie Williams. Zdążyła go zauważyć, ale sama uderzyła pojazdem w słup elektryczny, pod którym chwilę potem zmarła, nie otrzymawszy pomocy od Orsona. Włamywacz i Rose trafili do szpitala a ich sale były położone naprzeciw siebie. Rose mówiła do Katherine, że śmierć przyszła po nią tamtej nocy, ale ona się nie poddała. Przepędziła ją, dlatego Edie została przez nią zabrana. Katherine oczywiście nie uwierzyła w taką wersję wydarzeń, ale Orson zaczął się bardzo denerwować. Mąż Bree skłamał lekarzowi, że obrażenia powstały w wyniku jego upadku. Obiecał też on żonie, że będzie po prostu szczęśliwy. Bree zgodziła się, ale zaznaczyła, że nie zniesie już więcej jego kłamstw. Gdy wyszła, zasugerował niewinnie lekarzowi (Matt Malloy), że Rose może kogoś skrzywdzić, dlatego będzie dobrze gdy umieszczą ją w domu spokojnej starości. Pasierb Orsona był bardzo sceptyczny wobec nagłej zmiany nastawienia ojczyma. Bree chciała mu dać drugą szansę, ale Andrew zaznaczył, że poszuka adwokata rozwodowego. Dzięki rozmowie z Katherine, Bree zrozumiała, że historyjka Orsona była tylko kolejnym kłamstwem i po rozmowie z mężem, zdecydowała się na rozwód.
Kobieta udała się do adwokata (Nicholas Hormann). On powiedział jej otwarcie, że skoro chce być sprawiedliwa, jej mąż otrzyma połowę firmy. Bree próbowała namówić więc go na użycie kilku sztuczek prawniczych, nawet naginania prawa, byle tylko ocalić jej biznes. Niestety odmówił, dlatego Bree wynajęła Karla Mayera, wspomnianego przez Susan. On zgodził się po tym jak Bree wyświadczyła przysługę jego synowi, Evanowi. Karl zasugerował kilka sztuczek prawnych Bree a ona się zgodziła nawet na obrabowanie przez nią swojego domu. Rzeczy „skradzione” przez nią, miały po rozwodzie wrócić do niej. Wszystko się udało i rabunek wyglądał bardzo realistycznie. Orson w trakcie inwentaryzacji strat, przypomniał żonie romantyczne wspomnienia do jednej ze „skradzionych” masek, którą kupił Bree w Wenecji, podczas miesiąca miodowego. Dlatego też Bree miała chwilowe wątpliwości co do rozwodu, ale Karl je szybko rozwiał. Sam Orson, dzięki przypadkowemu połączeniu telefonicznemu do ich domu, znalazł wkrótce kontener pełen skradzionych rzeczy, w tym dekoracyjną maskę. Orson upewnił się najpierw, że to jej kontener i sprowadził przedmioty do domu. Rozłożył kilka z nich wieczorem, na stole w jadalni a Bree pod wpływem chwili, wyznała, że zamierza się rozwieść.
Nazajutrz Orson zaszantażował Bree pójściem na policję i zgłoszeniem oszustwa ubezpieczeniowego, jeśli ona się z nim rozwiedzie. Bree w odpowiedzi ogłosiła, że już go nie kocha. Karl był wściekły wyznaniem Bree do Orsona o rozwodzie i płynącym z drugiej strony szantażem. Wynajął mężczyznę by poturbował Orsona i zmusił go do poddania się. Mąż Bree myślał, że to jego żona to zrobiła. Zrozumiał jednakże, że nie mogłaby go fizycznie skrzywdzić. Bree była wściekła na Karla za jego czyn i oskarżyła go, że zmienia ją w inną osobę. Karl odrzekł, że Bree była najbardziej fascynującą kobietą jaką spotkał w życiu, po czym pocałował Bree, co obojgu się spodobało.
Dwa miesiące później
Na ponownym ślubie Susan Mayer i Mike’a Delfino, Bree siedziała w ławce z Orsonem. Obróciła się i zalotnie spojrzała na Karla, co zdradzało, że nadal się spotykali.

### Sezon 6
Orson podszedł do Bree ubierającej kościół, zaproponował jej doradcę małżeńskiego. Bree odmówiła i oświadczyła, że nie czuje się jak jego żona tylko jako zakładnik. Orson stwierdził, że poczucie winy jest małą ceną za szczęście. Bree, używając tych samych słów do Karla, zgodziła się wynająć pokój w motelu by spędzić pierwszą z wielu wspólnych nocy. Dlatego też zalotnie obróciła się do Karla podczas ślubu.
Nazajutrz, po weselu Susan i Mike’a, Orson dowiedział się od Katherine, że Mike jest z Susan tylko dlatego, że jest mu jej żal i wróci do Katherine. Sąsiadka Mayfair znienawidziła nową-starą panią Delfino bo ta odebrała jej narzeczonego.
Orson wraz z Carlosem i Tomem podejrzewali Danny’ego Bolena, syna nowych sąsiadów, o to, że próbował udusić Julie Mayer, która to zapadła w śpiączkę. Bree udała się z Orsonem na przyjęcie w klubie country gdzie zjawił się Karl z Candance (Brooke Lyons). Dziewczyna wyjawiła, że pojadą później do motelu. Bree porozmawiała z Karlem a Orson zatańczył z Candance. Bree sprytnie wylała olej na parkiet przez co Orson przewrócił się na tancerkę. Złamała sobie nos co uniemożliwiło nocną schadzkę jej i Karla, ale Orson nazajutrz powiedział Bree, że zrobiła to z zazdrości o niego co oznacza, że wciąż go kocha.
Bree, dzięki sprzątaczce motelowej (Aisha Hinds), odczuwała poczucie winy i chciała by małżonek przestał ją kochać bo nie była już jego warta. Pomimo tego kontynuowała romans z Karlem. Wkrótce, dzięki broszce ofiarowanej przez Karla dla Bree, Orson zaczął coś podejrzewać na temat żony. Ozdoba, zaginęła Susan 11 lat wcześniej, podczas jej pierwszego rozwodu z Karlem. Bree naprędce powiedziała mu o miejscu, gdzie ją kupiła. Orson tam przyjechał i właściciele powiedzieli mu, że sprzedają tylko meble.
Pomimo tego, Orson chciał dać Bree własną biżuterię, ale ta go odtrąciła, mówiąc mu bez ogródek, że jedyne czego chce to rozwodu. Sama żona Orsona przestała się tylko kochać z Karlem i próbowała go zmienić, usiłując przynajmniej wszczepić mu takie same zainteresowania jak ona. Byli więc razem na operze, a gdy wróciła do domu, Orson słuchał takiego samego utworu, jaki był w teatrze. Angie Bolen, która zastąpiła Katherine w firmie cateringowej, przyszła następnie do Orsona a on zwierzył się jej ze swych podejrzeń co do romansu żony. Angie wszystkiemu zaprzeczyła, jednak wieczorem, gdy Karl przyszedł do Bree i zdradził jej swoją taktykę rozwodową, pomogła zatuszować ich schadzkę w gościnnej sypialni. Gdy Orson wyszedł, kazała Bree wybrać między Karlem a Orsonem a pomogła sąsiadce tylko ze względu na Orsona.
Orsona odwiedził były współwięzień, Lamar Benjamin. Bree zrobiła im kilka zdjęć za pomocą ukrytych aparatów fotograficznych. Wywołane fotografie posłużyły jej za szantaż do podpisania rozwodu. Orson nieoczekiwanie stwierdził, że blefował ze swoim szantażem sprzed wielu miesięcy i odrzekł tylko, że szybko się wyprowadzi. Orson wszedł do biura nad zewnętrzną kuchnią Bree i usłyszał jak jego żona z kimś rozmawia przez telefon i go kocha. Mężczyzna nie wiedział kim ten ktoś był, pomimo podpowiedzi, że jest to ich znajomy. Obiecała, że się nie ujawni z nową sytuacją aż do czasu zakończenia rozwodu. Karl podszedł do Orsona w trakcie zabawy bożonarodzeniowej i oboje udali się do atrapy domu z pierników, stojącej na Ślepym zaułku uliczki. Tam po tym, jak Orson usłyszał prawdę, mężczyźni zaczęli się bić. Bree weszła do środka bo widziała jak konstrukcja chwieje się od ich ciosów i upadków. Tymczasem awionetka, w której zmarł pilot, kierowana przez jego żonę musiała lądować na Wisteria Lane. Daphne Bicks nie mogła zatrzymać maszyny i runęła na domek, taranując wszystko dookoła.
Wszyscy troje trafili do szpitala. Karl zmarł, po długiej walce na stole operacyjnym. Bree była wstrząśnięta i wrzeszczała z rozpaczy, dlatego też podano jej środki uspokajające. Gdy się obudziła, lekarz (Michael Holden) przekazał Bree, że Orson przeżył, ale został sparaliżowany od pasa w dół.
Bree, po rozmowie z pastorem Sykesem, postanowiła przyjąć swego męża z powrotem do domu. Orson początkowo odmówił i szukał nawet nowego lokum w domu Karen i Roya. Bree brutalnie zabrała go jednak do siebie i zorganizowała mu pokój na parterze, obok salonu.
Sam Orson wkrótce odkrył, że może się mścić na żonie m.in. zmuszając ją do zrobienia czasochłonnego Crème brûlée. Będąc na wózku, mężczyzna zaczął cuchnąć. Odmówił małżonce by go wykąpała. Kiedy także nie chciał mówić „proszę”, Bree postawiła, zrobione przez nią placuszki, na półkę do której nie mógł dosięgnąć. Gdy fizjoterapeutka Orsona (Patricia Bethune) przyjechała na swoją sesję, zastała Orsona leżącego na ziemi i wykorzystującego sytuację. Upomniała ona Bree by była bardziej cierpliwa, albo będzie musiała napisać raport. Kiedy Orson po raz kolejny odmówił kąpieli i nazwał żonę per „dziwka” dodając, że on może zmyć swój brud, miarka się przebrała. Bree wyjechała z mężem przed dom, wylała na niego płyn do naczyń i potraktowała wężem ogrodowym. Orson zaczął wrzeszczeć i wyjaśnił w tym tonie, że od teraz całe życie będzie musiał prosić o wszystko skoro jest sparaliżowany. Bree, rozumiejąc sytuację, błagała go więc o przebaczenie.
Mimo tego, Orson zorganizował wyprzedaż wszystkich swoich rzeczy. Poinformował małżonkę, że chce skończyć swoje życie. Bree nakłoniła Roya Bendera by go obserwował, ale Orson zdecydował, że nic mu nie przeszkodzi w jego celu. Spytał żonę czy nadal go kocha, ale nie mogła mu odpowiedzieć. Uznał więc, że nie ma po co żyć. Gdy mężczyzna próbował wjechać do basenu, Bree przerwała mu. Wyznała, że pokocha go, ale tylko wtedy, gdy będzie z nią.
Dzięki poradzie od Robin Gallagher, Bree starała się zainteresować męża. Zrobiła mu rozbierany taniec, ale nie wyszedł on tak jak zaplanowała. Mimo tego, małżonkowie zgodzili się być razem.
Bree, nadal prowadząc swą firmę, zatrudniła Sama Allena. Wkrótce wyszedł na jaw fakt, że jest nieślubnym synem ś.p. pierwszego męża Bree, Rexa z kobietą spotkaną tuż przed jego własnym ślubem. Bree przekazała tę informację swym dzieciom. Danielle Katz nawet przyleciała samolotem do domu, ale tylko na kolację, by poznać się z nowym bratem. Dzień później Orson przekonał swego pasierba by poszperał w przeszłości nowego członka rodziny. Wkrótce doszło do sabotażu popisowego dania Bree z zaplanowanej nowej książki kucharskiej. Bree myślała, że zrobił to Andrew, ponieważ się z nim poważnie pokłóciła, a następnie wyrzuciła z firmy. Porozmawiała z Orsonem a on wskazał na osobę bardziej sprytną i przebiegłą, mianowicie Sama.
Bree przez przypadek odkryła, że Lilian Allen (Linda Purl) żyje a Sam nie chce mieć z nią wspólnego. Gdy ujrzała jak Sam wybuchł na jej oczach, wyznała synowi i mężowi, że zaczęła się bać byłego pasierba. Gospodyni planowała się go pozbyć i uległa zamiarom Orsona by przekupić chłopaka. On nie zgodził się na taki układ. Próbowała więc zastraszyć Allena pobiciem przez policjantów (Vic Polizos i David Reivers) a on się nie poddał. Usłyszał na wspomnianej rodzinnej kolacji od pijanej Danielle, jak Andrew potrącił 11 lat wcześniej matkę Carlosa. Zaszantażował Bree, że powie policji o tym co się stało, jeśli nie przepisze na niego swojej firmy.
Matka Andrew powiedziała o wszystkim synowi i mężowi. Andrew sprzeciwił się i zażądał by wydała go policji. Orson poparł pomysł, by firma została przy niej, ale Bree kazała mu wyjść, ponieważ to była sprawa między nimi. Tuż po tym jak Bree oficjalnie przepisała wszystko Samowi, Orson wygarnął żonie, że nie potraktowała swego syna, tak jak jego siedem lat wcześniej. Szanował ją za jej wysokie standardy moralne. Gdy usłyszał, że zrobiła to by chronić Andrew, zdecydował się opuścić Bree. Andrew znalazł matkę w pustym pokoju Orsona na parterze. Chłopak, po usłyszeniu tego co zrobił jego ojczym, zgodził się by Bree powiedziała Gabrielle prawdę.

### Sezon 7
Trwające osiem i pół roku małżeństwo z Bree rozpadło się. Orson zabrał swoje ostatnie rzeczy z domu żony. Przed wyjściem, doradził Bree by się czymś zajęła bo przez to nie wpadnie znowu w alkoholizm. Bree posłuchała rady „wkrótce byłego” męża i postanowiła zrobić remont salonu i jadalni w domu. Zatrudniła do tego celu dekoratora, Keitha Watsona. Krótko potem Bree podpisała oficjalne dokumenty rozwodowe i podziału majątku. Gdy zobaczyła, że Orson spotyka się już ze swą nową fizjoterapeutką Judy (Michelle Duffy), dostrzegła perspektywy związane z obecnością Keitha.
Kilka miesięcy później Orson znowu zawitał do domu Bree, ale odwiedziny miały się okazać tylko kilkudniowe. Mężczyzna zerwał z Judy bo uznał, że rozwód był najgorszym błędem jego życia i chciał wrócić do Bree. Była żona ugościła go i podała obiad w ich dawnym stylu. W jego trakcie Orson pokłócił się z Keithem i oboje mężczyzn stoczyło ze sobą bitwę na jedzenie. Nazajutrz w trakcie rozmowy Bree dała mu wyraźnie do zrozumienia, że stała się inną kobietą a Orsona będzie zawsze miała w swoim sercu.

### Sezon 8
Orson miał od dwóch lat obsesję na temat Bree. Obserwował ją nawet po rozwodzie, przez co widział m.in. jak razem z sąsiadkami wyniosły ciało ojczyma Gabrielle i gdzie go pochowały.
Wysłał do niej notatkę:

Wiem, co zrobiłaś.

Robi mi się od tego niedobrze.

Zamierzam powiedzieć.

Po potrąceniu Chucka Vance przesłał drugi:

Nie dziękuj

Ponownie zawitał w życiu byłej żony, gdy Dylan (Mark Totty) chciał ją zabrać swoim samochodem, wbrew jej woli, do siebie by uprawiali seks. Wcześniej to Bree wybierała mężczyzn i zabierała ich do siebie na jedną upojną noc. Orson pozbył się napastnika paralizatorem wystrzeliwującym nić przewodzącą elektryczność. Jak sam oznajmił, wezwały go jej przyjaciółki, które to sama wcześniej odtrąciła. Bree przyznała, że jej życie to bałagan a Orson dodał, że to co im najlepiej wychodziło gdy byli razem, to pozbywanie się bałaganu.
W końcu Bree powiedziała mu o tym co zrobiła z Alejandrem. Orson Hodge miał plan. Nie miał zamiaru opuszczać ponownie Bree, dlatego zrzucił winę na jej przyjaciółki, że zaplątały ją w tę sprawę. Odseparował Susan, Lynette i Gabrielle od swej byłej żony, kłamiąc im, że ona się jeszcze źle czuje a samej eks małżonce, że sąsiadki nadal opowiadają nieprzyjemne historie. Nakłonił też Bree do wspólnego wyjazdu do stanu Maine, gdzie zmarła jego ciotka i przepisała mu dom. Tam mieli zacząć nowe życie z perspektywą przeprowadzenia się na stałe.
Tak, Orson Hodge miał plan, który zaczął się wkrótce kruszyć. Wyjawił Bree przez przypadek wiedzę na temat drugiego listu jaki otrzymała po śmierci Chucka. Sama nie wspominała mu o tym a jemu udało się zatuszować ten błąd kłamstwem, że usłyszał to od Lynette. Razem wyjechali spod domu, ale Orson zapomniał kapelusza który Bree kupiła jeszcze w czasach gdy byli małżeństwem na nie zrealizowaną wycieczkę po wybrzeżach Alaski. Bree wyszyła na nich ich inicjały. Orson zostawił swój w mieszkaniu a Bree uparła się, że tam z nim pojedzie. W swych czterech ścianach były dentysta miał tablicę, na której widniały zdjęcia i wycinki z gazet dotyczące śmierci Alejandra oraz Chucka Vance. Nie wyjawiając powodu, próbował ją powstrzymać przed wejściem do środka. Na miejscu, przed progiem, udał, że zapomniał kluczy i wysłał kobietę do biura zarządcy po zapasowy klucz. Gdy Bree zniknęła za rogiem, wjechał do domu i zgarnął wszystkie zdjęcia z dowodami do zsypu na śmieci w ścianie. Zapomniał tylko o fotografii Carlosa, Gabi i innych sąsiadek z Wisteria Lane wynoszących ciało Alejandra z przyjęcia powitalnego sprzed pół roku. Obok leżała kartka o takiej samej fakturze i kolorze co listy otrzymywane przez Bree. Kobieta zauważyła je, wzięła do ręki i zamierzała wyrzucić do kosza, gdzie znalazła zdjęcie.
Van De Kamp połączyła fakty i Orson przyznał się, że zabił Chucka. Chronił ją przed aresztem i detektywem. Skierował też jej przyjaciółki przeciwko niej bo dopóki były częścią jej życia, on czuł się kimś drugorzędnym. Chciał ją mieć tylko dla siebie. Stwierdziła mu prosto w oczy, że jest chorym i żałosnym człowiekiem, podążającym za swoimi samolubnymi pragnieniami. Wyraziła też przekonanie, że zapłaci kiedyś za swoje winy. Nie chciała go widzieć i zatrzasnęła drzwi. Pomimo to Orson zadzwonił do niej i stwierdził, że czyny które popełnił wymagają najwyższego poświęcenia. Kobieta uznała, że jej był mąż chce się zabić, ale mężczyzna wysłał list do wydziału zabójstw w Fairview po czym zniknął na swym wózku w tłumie. Kilka tygodni później Bree wspomniała tylko dziewczynom, że list byłego męża nie może stanowić dowodu, bo Orson zniknął a policja nie może go znaleźć. Dlatego też jego dalsze losy są nieznane.

## Ciekawostki
- Oboje, Bree i Orson, byli podejrzani o zamordowanie swych poprzednich współmałżonków.
- Mężczyzna otrzymał w więzieniu przezwisko „nitek”, dlatego że po jedzeniu namawiał wszystkich do używania nici dentystycznych[1].
- Wszystkie ważniejsze kobiety w życiu Orsona mają lub miały rude włosy:
  - Pierwsza była żona Alma Hodge,
  - Kochanka z czasów małżeństwa z Almą, Monique Polier,
  - druga i także była żona Bree
  - oraz fizjoterapeutka (Patricia Bethune).
- Kyle MacLachlan nie brał udziału w castingu do roli Orsona. Został poproszony osobiście przez Marca Cherry’ego do zagrania tej postaci na co on się zgodził. Scenarzysta złamał przy tym swoją zasadę nie brania aktorów z serialu „Seks w wielkim mieście” (gdzie Kyle grał postać Treya MacDougal), a którego Cherry był wielkim fanem[19].
- Orson nie toleruje laktozy i jest mistrzem kaligrafii[20]. Jego ulubionym tortem jest malinowo-kawowy[21].
- Przynajmniej trzy osoby sugerowały, że Orson był/jest kryptogejem:
  - Karen McCluskey (sezon 4 odcinek 5),
  - Edie Britt (sezon 4 odcinek 14)
  - i Bruce (sezon 5 odcinek 16).
- Orson, ze względu na swą datę urodzin[6], był astrologicznym rakiem.

## Powiązane z postacią

### Alma Hodge
Alma Hodge (Valerie Mahaffey) to nieżyjąca, była żona Orsona. Poślubiła Orsona Hodge’a będąc w trzecim trymestrze ciąży z nim czym zmusiła go do tego kroku. Alma była pewna, że kiedy ich rodzina się powiększy, rozwinie się również miłość Orsona do niej. Coś jednak poszło nie tak i dziecko na które tak liczyła, nigdy nie przyszło na świat. Alma tkwiła przy boku mężczyzny, który jej nienawidził. Para kłóciła się ze sobą o takie rzeczy jak złe czyszczenie czerwonego wina, przez co Orson popchnął Almę a ta spadła ze schodów. Poobijaną od tego sfotografowała policja. Alma odkryła, że Orson ma romans po śladzie na jego koszuli. Zrozumiała, że jeśli chce by mąż ją docenił, musi go opuścić, natychmiast, pod nieobecność męża. spakowała się i podczas ucieczki jej papuga wyleciała z klatki. Gdy Alma krzyczała na nią by zleciała, Orson zauważył plamę na garniturze i wrócił do domu. Przebierając się w sypialni, przyznał się otwarcie do romansu. Pozwolił więc żonie odejść. W tej chwili Alma zrozumiała, że samo odejście nie wystarczy. Męża trzeba jeszcze ukarać. Gdy znowu wyszedł do pracy, Alma zostawiła torby oraz papugę, ale zabrała gotówkę. Wyjechała do ciotki do Winnipeg w Kanadzie. Myślała, że gdy zniknie, kochanka Monique się wystraszy i go opuści. Orson otrzymał wkrótce rozwód z powodu porzucenia przez żonę. Po tym jak Gloria zabiła kochankę syna, Monique, ożenił się on z Bree.
Sezon 3
Alma przyjechała na Wisteria Lane za namową swej byłej teściowej. Porozmawiała z Bree a ta zaprosiła ją na wspólną kolację z przyjaciółmi. Zgodziła się a jej pojawienie wywołało szok u reszty koleżanek Bree. Alma powzięła plan by znowu usidlić Orsona przez ciążę. Wstrzykiwała sobie hormony na płodność i kupiła dom przy 4351 Wisteria Lane za pośrednictwem Edie. Bree kazała Orsonowi się jej pozbyć, ale nie doszło to do skutku, gdyż Alma wiedziała, że Orson potrącił Mike’a a wcześniej pochował Monique. Bree odwiedziła Almę w jej domu, gdzie znalazła worek z zębami Monique, które zabrała ze sobą. Natomiast Gloria z Almą uknuły plan. Alma udała, że podcięła sobie żyły a Gloria podała Orsonowi proszki usypiające z viagrą w whisky. Gdy specyfik zaczął działać, zgwałciła go, by zajść w ciążę. Bree nakryła ich w ich sypialni i uderzyła Almę w twarz. Razem z Andrew zabrali Orsona na taczce. Dentysta w końcu wyznał całą prawdę obecnej żonie, po czym oznajmił to matce i Almie. Gdy chciała zadzwonić na policję, Gloria podstępem zamknęła byłą synową na poddaszu. Gloria w końcu zdecydowała się zabić Bree i w aluzji powiedziała o tym Almie. Uwięziona kobieta, po dłuższym czasie odkręciła kratę na oknie i wyszła na dach swego domu. Wołała do, wychodzącej ze swojego domu, Danielle, by ją ostrzec. Pasierbica Orsona nie usłyszała jej a Alma spadła z dachu, zabijając się na miejscu. Nazajutrz rano Ida Greenberg znalazła dwa ciała leżące obok siebie. Policja doszła do wniosku, że Alma spadła z dachu. Gloria ją znalazła i dostała ataku. Przeszukując dom, znaleźli list, który Alma napisała pozorując samobójstwo a obok woreczek z zębami Monique. Mając takie dowody, musieli wycofać zarzuty przeciwko Mike’owi a Bree z Orsonem wyjechali w zaległą podróż poślubną.
Sezon 8
Postać pojawiła się milcząco jeszcze raz na Wisteria Lane, ubrana w biel. Była jednym z duchów obserwujących Susan Delfino, gdy opuszczała Wisteria Lane wraz z dziećmi i wnuczką, by rozpocząć nowy rozdział w życiu poza uliczką.

### Edwin Hodge
Edwin Hodge (Carl Mueller) to nieżyjący ojciec Orsona i mąż Glorii. Był przeciwny obrzezaniu syna, które Gloria przeprowadziła, gdy Orson miał 5 lat, za jego plecami. W 1976 lub 1980 roku został zamordowany przez własną żonę, dlatego że wdał się w romans, a w ich kościele wybuchł skandal z tego powodu. Gloria kazała obserwować ojca 16-letniemu Orsonowi, ale wiedziała, że umówił się towarzysko. Sama skłamała, że uda się do chorej koleżanki, po czym wróciła do domu gdy syn wyszedł. Uśpiła męża medykamentami, wciągnęła do wanny i podcięła mu żyły w ciepłej wodzie. Opuściła dom zanim Orson wrócił. Chłopak odkrył ciało ojca, ale Gloria „obwiniała się” za to by mogła manipulować synem. Zgodziła się też by Orson udał się na 5 lat do szpitala psychiatrycznego.
Sezon 3
Ćwierć wieku później, gdy Gloria próbowała zabić Bree, Orson skojarzył fakty, że matka zabiła w ten sam sposób jego ojca.

### Gloria Hodge
Gloria „Mama” Hodge (Dixie Carter) to matka Orsona. Gdy Orson miał 5 lat poddała syna obrzezaniu. W 1976 lub 1980 roku zabiła swego męża Edwina Hodge, któremu wcześniej urodziła Orsona. Wykorzystała wiernopoddańcze oddanie syna i zaczęła manipulować jego życiem. Gloria wyswatała syna z ciężarną Almą. Pobrali się, ale Alma straciła dziecko miesiąc po ślubie a Orson tkwił przy jej boku do czasu gdy dowiedziała się o jego romansie. Wtedy zniknęła z miasta. Orson poznał Monique Polier i przyznał się pierwszej żonie, że jest z nią szczęśliwy. Było tak do czasu kiedy jego matka zabiła ją w jej domu. Razem wykopali dół w którym spoczęło ciało zamordowanej. Gloria powyrywała wszystkie zęby Monique, przez co Orson zepchnął ją do dołu, gdzie pękło jej biodro. Syn umieścił ją on w domu opieki społecznej, gdzie utykała podpierając się laską. Jakiś czas później Orson ponownie przyjechał do niej po radę co zrobić z Mikfiem Delfino, który może sobie przypomnieć wszystko co wydarzyło się u Monique. Potrącił go, zgodnie z jej życzeniem.
Sezon 3
Pół roku później, Bree odwiedziła swą teściową i sprowadziła na Wisteria Lane. To zdenerwowało Orsona i wyznał matce, że sprzedał jej dom wraz z rzeczami i samochodem by pokryć koszt jej pobytu w domu starców. Gloria próbowała nawet uciec autem opiekuna (Thomas Silcott) ze swojego domu czym zmusiła Bree do wymuszenia na Orsonie by teściowa z nią została. Gloria przystała na to szantażując syna jego przeszłością. Udając schorowaną i nieporadną, uniknęła przeprowadzki do taniego domu znalezionego przez Edie Britt. Wieczorem, Bree nakryła ją jak wypiła butelkę wina, podanego przez Andrew. Usłyszała od teściowej, że mąż zdradzał swą pierwszą żonę z Monique Polier. Bree wiedziała, że to była kochanka Harveya Bigsby. Bree kazała małżonkowi się wyprowadzić. Na krótko, gdyż małżonkowie pogodzili się i wyrzucili Glorię z domu. Ta sprowadziła Almę na uliczkę. Razem uknuły plan. Gloria sprowadziła Orsona do domu Almy przy 4351 Wisteria Lane, gdzie Alma udała próbę samobójczą. Obie odurzyły go mieszanką z viagrą. Alma wstrzykiwała sobie hormony na płodność po czym zgwałciła byłego męża. Orson nazajutrz wyjawił całą swą historię Bree. Poszedł do Almy i Glorii by to powiedzieć. Zerwał wszystkie więzi z nimi. Alma wierzyła w jego powrót, ale teraz chciała zadzwonić na policję. Gloria podstępem zamknęła byłą synową na poddaszu. Sama powiesiła na domu Bree woreczek z perłami. Był podobny do tego w którym były zęby Monique, schowane w domu Almy. Podpiłowała też szczebel na drabinie, tak że Bree spadła z niej, gdy chciała ściągnąć woreczek. Bree trafiła przez to do szpitala. Gloria dowiedziała się ze szpitala, że Orson też tam jest, bo spadł z dachu budynku. „Mama Hodge” zdecydowała się zabić Bree i w aluzji powiedziała o tym Almie. Andrew udał się na otwarcie pizzerii Scavo i zostawił matkę pod opieką Danielle. Ta pozbyła się dziewczyny z domu, kłamiąc, że zaopiekuje się Bree i przyniosła ze sobą zupę z proszkiem usypiającym. Danielle, nie wiedząc o tym, podała zupę matce a Bree zaczęła słabnąć. W pizzerii Andrew odkrył obecność Danielle i uciekł z pracy by pojechać do domu. Gloria przeniosła Bree do łazienki i chciała podciąć jej żyły. Andrew zdążył przyjechać, po czym Gloria ogłuszyła go swą laską. Orson ocalił żonę, powalając matkę na ziemię, po krótkiej walce w łazience. Przeniósł żonę do łóżka a sparaliżowaną wylewem matkę pod dom martwej Almy. W szpitalu Orson powiedział matce, że jej mózg będzie sprawny, w przeciwieństwie do ciała i aparatu mowy, więc już jest w więzieniu a ich sekrety będą bezpieczne. Opuścił ją raz na zawsze.

### Harvey Bigsby
Harvey Bigsby (Brian Kerwin) to wdowiec po Carolyn. Miał już dwoje dzieci z pierwszą żoną. Roztyła się po ciąży i się z nią rozwiódł. Ożenił się ponownie z Carolyn. W trakcie małżeństwa poznał Monique Polier. Mieli oni przelotny romans do czasu gdy zmarła. Pracował jako kierownik w lokalnym supermarkecie w Fairview.
Sezon 3
Kilka miesięcy później pojawił się z Carolyn przed domem Bree, przepraszając ich w imieniu żony za incydent na przyjęciu zaręczynowym. Podczas kolacji z Bree, gdy panie poszły do łazienki, Harvey pokazał Orsonowi zdjęcie Monique i przyznał się, że była jego kochanką. Orson, jako anonimowy informator, podzielił się ta informacją z policją a detektyw Ridley przyjechał do Harveya zadać mu kilka pytań. Mężczyzna przyznał się, że sypiali ze sobą, ale ze względu na żonę, zgodzili się porozmawiać w innym miejscu. Orson powiedział też o tym Bree a ta ujawniła Carolyn prawdę o romansie Harveya. Z tego powodu Carolyn zadzwoniła do Harveya, ale nie powiedział jej, czy kochał Monique. Rozpatrywał wtedy „kradzież” alkoholu przez Julie, który podłożył jej Austin. Przyjechała do niego, ale strzeliła z rewolweru w półkę którą stał. Zdążył się zabarykadować w biurze wraz z Edie Britt i poinformował policję. Carolyn wyjawiła ich wszystkie problemy małżeńskie, ale zginęła w wyniku krótkiej szarpaniny z Austinem.

### Lamar Benjamin
Lamar Benjamin (Lamont Thompson) to były współwięzień, który dzielił celę z Orsonem.
Sezon 6
Bree, desperacko szukająca wyjścia z małżeństwa z Orsonem, nakłoniła go do odwiedzenia męża w ich domu. Ustawiła odpowiednio kamery i zrobiła im kilka zdjęć. Miały one być wykorzystane jako szantaż wobec Orsona, który trafił by do więzienia za kontakty z byłymi przestępcami. Orson jednak powiedział żonie od razu, że mogła od niego odejść w każdej chwili.

### Monique Polier
Monique Polier (Kathleen York) to nieżyjąca była kochanka Harveya Bigsby i Orsona. Orson poznał Monique gdy był mężem Almy Hodge. Wiedział, że to było złe, ale pokochał ją bardziej niż kogokolwiek. Jednocześnie była kochanką 2 mężczyzn nieszczęśliwych w swych małżeństwach, Orsona Hodge i Harveya. Poznała tego ostatniego podczas lotu jako stewardesa. Gdy zepsuł się jej kran, zapisała numer do hydraulika Mike’a Delfino na przedramieniu i zadzwoniła do niego. Ten sprawdził, że nie ma części do naprawy i pojechał po nią. W międzyczasie do Monique przyszła Gloria i po rozmowie z Monique zabiła ją kluczem hydraulika. Orson, który przyszedł w odwiedziny, widział matkę z martwym ciałem. Mike wrócił i zanim wszedł do kuchni, Orson z matką przenieśli ciało za jej kuchenną wyspę. Gloria schowała się w szafie. Orson nakłonił specjalistę do wyjścia. Powiedział mu, że sam sobie poradzi z rurami i mając na rękach gumowe rękawiczki, wręczył narzędzie zbrodni Mike’owi. Orson wykopał grób a Gloria wyrywała wszystkie zęby Monique.
Sezon 3
Kilka tygodni później rozpoczęto budowę na miejscu grobu Monique i deszcz, a potem policja odkryła ciało. Na jej ramieniu zachował się numer do Mike’a i dlatego podejrzewano go o spowodowanie jej śmierci. Ostatecznie to żona Orsona, Alma, została obarczona za śmierć Monique, gdyż w jej domu znaleziono zęby denatki.